# Special Olympics Kap Verde
Special Olympics Kap Verde (englisch: Special Olympics Cape Verde) ist der kapverdische Verband von Special Olympics International, der weltweit größten Sportbewegung für Menschen mit geistiger Beeinträchtigung und Mehrfachbeeinträchtigung. Ziel ist die sportliche Förderung dieser Personengruppe und die Sensibilisierung der Gesellschaft für sie. Außerdem betreut der Verband die kapverdischen Athletinnen und Athleten bei den Special Olympics Wettbewerben.

## Geschichte
Special Olympics Kap Verde wurde 2018 mit Sitz in Praia gegründet.

## Aktivitäten
2019 waren 86 Athletinnen, Athleten und Unified Partner sowie 36 Trainer bei Special Olympics Kap Verde registriert.
Der Verband nahm 2020 an den Programmen Athlete Leadership, Healthy Athletes, Young Athletes und Unified Sports teil, die von Special Olympics International ins Leben gerufen worden waren.

### Sportarten
Folgende Sportarten wurden 2020 vom Verband angeboten:
- Fußball (Special Olympics)
- Leichtathletik (Special Olympics)

### Teilnahme an Weltspielen vor 2020
• 2019 Special Olympics, World Summer Games, Abu Dhabi (4 Athletinnen und Athleten)

### Teilnahme an den Special Olympics World Summer Games 2023 in Berlin
Special Olympics Kap Verde nahm mit einer Delegation von etwa acht Personen an den Special Olympics World Summer Games 2023 teil. Die Delegation wurde vor den Spielen im Rahmen des Host Town Program von Hof betreut. Das Team gewann bei diesen Weltspielen zwei Bronzemedaillen.